# Штефан Лохнер
Штефан Лохнер (нім. Stefan Lochner; Stephan Lochner, також Майстер Штефан (нім. Meister Stefan) 1400—1410, Мерсбург — 1451, Кельн) — німецький художник, один з найвизначніших представників Кельнської школи живопису. Послідовник «м'якого стилю» в німецькому живописі. Першим у німецькому малярстві адаптував стилістичні особливості нідерландських майстрів, насамперед Яна ван Ейка та Робера Кампена.

## Ідентифікація особи
Жоден твір майстра не підписаний. До XIX століття творцем «Мадонни з трояндовим кущем», а також Вівтаря трьох Королів вважали анонімного художника. Ідентифікація особи художника спирається на щоденниковий запис Альбрехта Дюрера, у якому той повідомляв, що в Кельні він заплатив два білих пфеніга, щоби для нього відкрили стулки вівтаря, створеного «Майстром Штефаном». Після того, як науковці звернули увагу на це місце в щоденнику, вирішили дослідити середньовічні кельнські джерела, надіючись натрапити на майстра на ім'я Штефан. На думку істориків, Дюрера так сильно міг зацікавити лише «Вівтар трьох Королів» у каплиці Міської ратуші неподалік від Кельнського собору і на той час уже був завершений. Так з'ясували, що Майстром Штефаном міг бути відомий із джерел художник Штефан Лохнер. Цю ідентифікацію прийняла більшість фахівців, хоча в 1993 році її знову поставили під сумнів.. Решту творів, які приписують Штефану Лохнеру, було визначено за їхньою стилістичною та часовою близькістю з «Вівтарем трьох Королів».

## З біографії

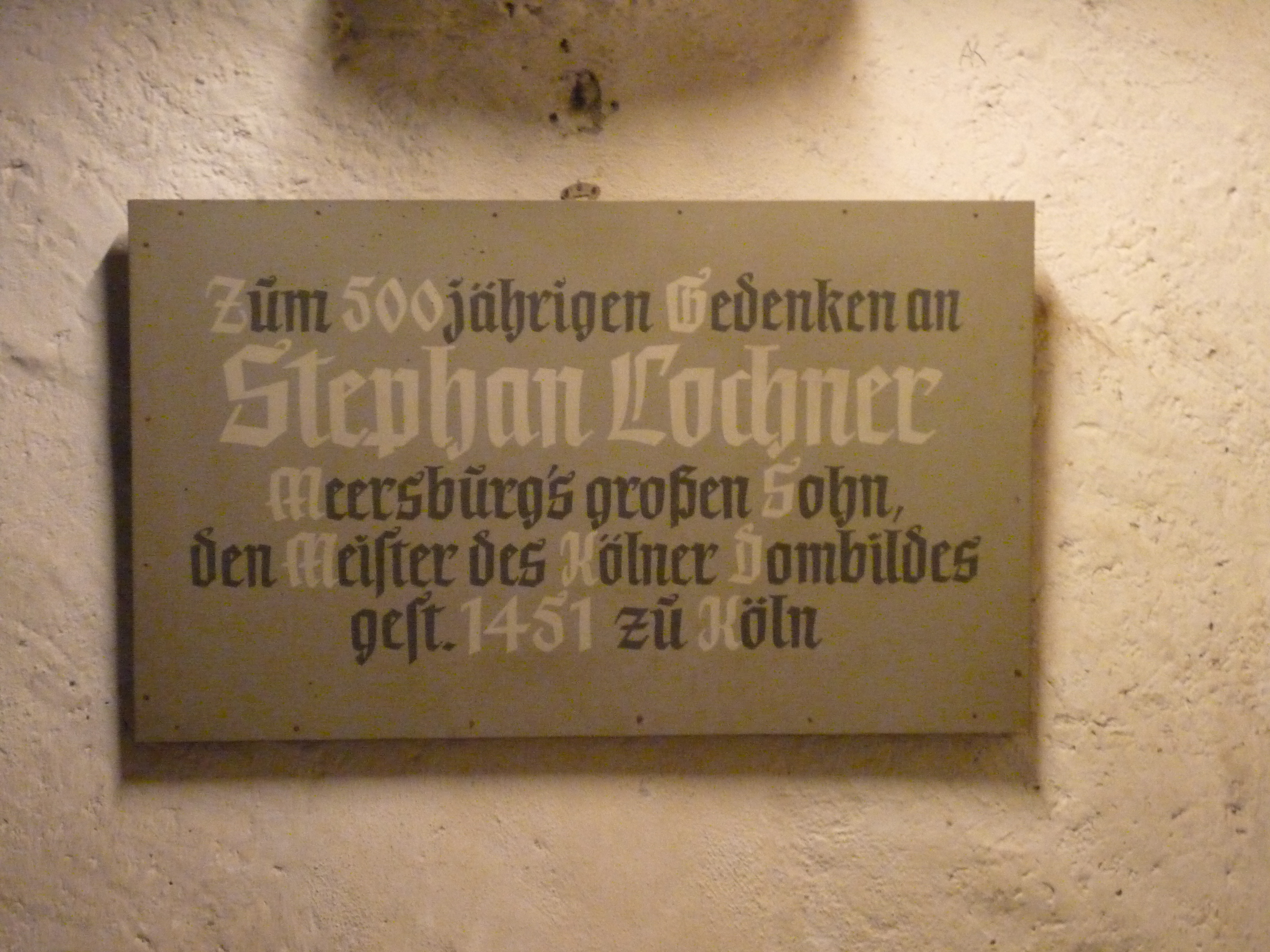
Меморіальна дошка в Мерсбурзі

З історичних джерел відомо, що Штефан Лохнер праював у Кельні в 1442—1451 роках, але очевидно поселився в цьому місті значно раніше. Його родина походила з околиць Боденського озера. Це підтверджує лист міської ради Кельна, направлений до Мерсбурга, у якому та вимагала переслати до Кельна спадок батьків Лохнера. Саме тому Мерсбург вважають місцем народження Штефана Лохнера, хоча про точне місце перебування його батьків на час його народження нічого достеменно не відомо. У Мерсбурзі якийсь час на одному зі старовинних будинків висіла меморіальна табличка про те, що саме там народився майстер, проте жодних історичних підтверджень цього факту не існує.
Відомо, що 1447 року Штефан Лохнер був головою ради цехової організації «Шільдергаффель». Відомо також, що він купив у Кельні два будинки: будинок Роґґендорфа у провулку Ґроссе Буденґассе, а також «подвійний» будинок на площі Кватермаркт, що свідчить про чималі статки художника, а також вказує на місця його проживання і роботи. Збереглося чимало документів про різні доручення, які Лохнер виконував для міської ради Кельна.
Штефан Лохнер помер 1451 року від чуми, епідемія якої лютувала того року в Кельні.

## Стиль
Харектерними для Лохнера є лялькоподібні постаті з приємними рисами обличчя, вбрані у довгі легкі одежі з багатьма складками. Загалом картини Лохнера вирізняються великою барвистістю. Типовим для нього є поєднання так званого м'якого стилю, поширеного в 1400-1420 роки, з елементами нового натуралізму нідерландського живопису (Ян ван Ейк).
Водночас Лохнер розвивав традиції Кельнської школи живопису, зокрема кельнського анонімного художника, майстра Святої Вероніки.
Стилістика Лохнера нагадує також твори Майстра Гайстербахського вівтаря, проте точно не відомо, чи цей анонімний художник справді був предтечею Лохнера. Існує припущення, що Гайстербахський вівтар є ранньою роботою самого Лохнера.
Вівтар трьох Королів був створений Штефаном Лохнером на замовлення міської влади Кельна. Обличчя легендарних королів, які в муміфікованому вигляді зберігаються в Кельнському соборі, були відтворені з великою точністю, про що залишилися історичні свідчення. Цей твір часто називають "Соборною картиною" (нім. Dombild), хоча спершу він зберігався в капеллі міської ратуші Кельна й був перенесений до Кельнського собору лише в XIX столітті. 
Лохнер надзвичайно пишно прикрашав постаті святих, детально виписуючи оздобу їхнього одягу з коштовним камінням, перлинами й золотими прикрасами. Святі Марія, Урсула, Катарина й інші персонажі мають на собі корони, діадеми. Капелюхи, берети й тюрбани прикрашені фібулами. Перед собою Марія й Урсула тримають розкішні клейноди. Одяг та митри прикрашені сяючим коштовним камінням і перлинами. Натуралістичність зображень дозволяє припустити, що частина цих прикрас існувала насправді й служила художнику зразком.

## Твори
| Ілюстрація | Назва | Рік               | Розміри (см)                                              | Місце зберігання Інвертарний №                                 | Місто Країна                 |
| ---------- | --- | ----------------- | --------------------------------------------------------- | -------------------------------------------------------------- | ---------------------------- |
|            | Введення у храм | 1447              | 139 × 126                                                 | Гессенський земельний музей                                    | Дармштадт Німеччина          |
|            | Вівтар Страшного суду (зовнішні стулки) Страсті Апостолів | близько 1435      | 120,9 × 81,3 для кожного панно (40 × 40 для кожної сцени) | Штедель No. 821-826 (панно ліворуч) і 827—832 (панно праворуч) | Франкфурт-на-Майні Німеччина |
|            | Вівтар трьох Королів, закритий вівтар Благовіщення | близько 1446—1449 | 234 × 240                                                 | Кельнський собор                                               | Кельн Німеччина              |
|            | Вівтар трьох Королів, відкритий вівтар Загальний вигляд | близько 1446—1449 |                                                           | Кельнський собор                                               | Кельн Німеччина              |
|            | Вівтар трьох Королів, ліва стулка зсередини Свята Урсула з почтом | близько 1446—1449 | 261 × 142                                                 | Кельнський собор                                               | Кельн Німеччина              |
|            | Вівтар трьох Королів, задня сторона центрального панно Поклоніння волхвів | близько 1446—1449 | 260 × 285                                                 | Кельнський собор                                               | Кельн Німеччина              |
|            | Вівтар трьох Королів, задня сторона лівого панно Святий Гереон з почтом | близько 1446—1449 | 261 × 142                                                 | Кельнський собор                                               | Кельн Німеччина              |
|            | Вівтар Судного дня, задня сторона центрального панно Страшний суд | близько 1435      | 124 × 172                                                 | Музей Вальрафа-Ріхарца WRM 66                                  | Кельн Німеччина              |
|            | Мадонна з кущем троянд | близько 1440—1442 | 50,5 × 40                                                 | Музей Вальрафа-Ріхарца WRM 67                                  | Кельн Німеччина              |
|            | Вівтар чотирьох отців церкви, права стулка Задня сторона, Святі Марко, Варвара і Лука | близько 1445—1450 | 100,5 × 58                                                | Музей Вальрафа-Ріхарца WRM 68                                  | Кельн Німеччина              |
|            | Вівтар чотирьох отців церкви, права стулка Зовнішня сторона, Святі Амброзій, Августин, Сецілія разом з донатором Гайнрікусом Цойвелгіном                                                     | близько 1450      | 86 × 57,5                                                 | Музей Вальрафа-Ріхарца WRM 69                                  | Кельн Німеччина              |
|            | Мадонна з фіалками | avant 1443        | 211 × 99                                                  | Музей діоцезії Колумба                                         | Кельн Німеччина              |
|            | Фрагмент триптиха, ліва стулка (відповідає правій стулці, яка зберігається в Мюнхені) Внутрішня сторона, Введення у храм                                                                     | 1445 (датована)   | 35,5 × 22,5                                               | Музей Галуста Гюльбенкяна Inv. No. 272                         | Лісабон Португалія           |
|            | Фрагмент триптиха, ліва стулка (відповідає правій стулці, яка зберігається в Мюнхені) Зовнішня сторона, Святий Франциск одержує стигми                                                       | 1445 (датована)   | 35,5 × 22,5                                               | Музей Галуста Гюльбенкяна Inv. No. 272                         | Лісабон Португалія           |
|            | Вівтар чотирьох отців церкви, ліва стулка Внутрішня сторона, Святі Матвій, Катерина Олександрійська, Іван Хреститель зовнішня сторона, Святий Ієронім, мученик та святий Георгій з донатором | близько 1450      | 68,6 × 58,1                                               | Національна галерея NG705                                      | Лондон Велика Британія       |
|            | Вівтар Страшного суду, зовнішня сторона лівої стулки Святі Антоній Затворник, Корнеліус та Марія Магдалина з донатором                                                                       | близько 1445      | 120 × 80,6                                                | Стара Пінакотека WAF 501                                       | Мюнхен Німеччина             |
|            | Вівтар Страшного суду, зовнішня сторона правої стулки Святі Катерина, Губертус, Квірініус Нойсський з донатором                                                                              | близько 1445      | 120 × 80,4                                                | Стара Пінакотека WAF 502                                       | Мюнхен Німеччина             |
|            | Фрагмент триптиха, права стулка відповідає лівій стулці, яка зберігається в Лісабоні Внутрішня сторона, Поклоніння немовляті Ісусу                                                           | 1445              | 37,5 × 23,6                                               | Стара Пінакотека № 13169                                       | Мюнхен Німеччина             |
|            | Фрагмент триптиха, права стулка відповідає лівій стулці, яка зберігається в Лісабоні Зовнішня сторона, Розп'яття                                                                             | 1445              | 37,5 × 23,6                                               | Стара Пінакотека No. 13169                                     | Мюнхен Німеччина             |
|            | Розп'яття (з родинами фон Даллем і Стройс цум Кампе) | після 1439        | 107,5 × 190,3                                             | Німецький національний музей Gm 13                             | Нюрнберг Німеччина           |
|            | Святий Ієронім у своїй келії | близько 1440      | 39,4 × 30,5                                               | Художній музей Північної Кароліни G.52.9.139                   | Ралі (Північна Кароліна) США |
|            | Триптих, ліва стулка відповідає Марії Магдалині праворуч Іван Хреститель | близько 1445—1450 | 45 × 14,8                                                 | Музей Бойманса — ван Бенінгена 2458 (OK)                       | Роттердам Нідерланди         |
|            | Триптих, права стулка відповідає Івану Хрестителю ліворуч Марія Магдалина | близько 1445—1450 | 43 × 13                                                   | Музей Бойманса — ван Бенінгена 2459 (OK)                       | Роттердам Нідерланди         |

## Курйози
2007 року ім'я Штефана Лохнера з'явилося на шпальтах німецьких газет через доволі курйозний випадок. В Кельнський собор за адресою Domkloster 4, 50667 Köln на ім'я Штефана Лохнера прийшов рекламний лист від «Німецької пошти» з пропозицією стати їхнім новим клієнтом. Головний канонік капітули Кельнського собору написав відповідь Німецькій пошті, повідомивши, що Штефан Лохнер не зможе стати їхнім клієнтом, оскільки він помер 556 років тому. За свідченням представників Кельнського собору це був уже не перший випадок, коли на ім'я Штефана Лохнера приходили рекламні листи: так швейцарська газета Neue Zürcher Zeitung пропонувала Лохнеру безкоштовний пробний абонемент, а American Express вислав йому формуляр для «золотої» кредитної картки. Як гадають, Штефан Лохнер випадково потрапив до адресної бази даних через присутнісь у Кельнському соборі його «Вівтаря трьох Королів».